# さいたま市民会館うらわ

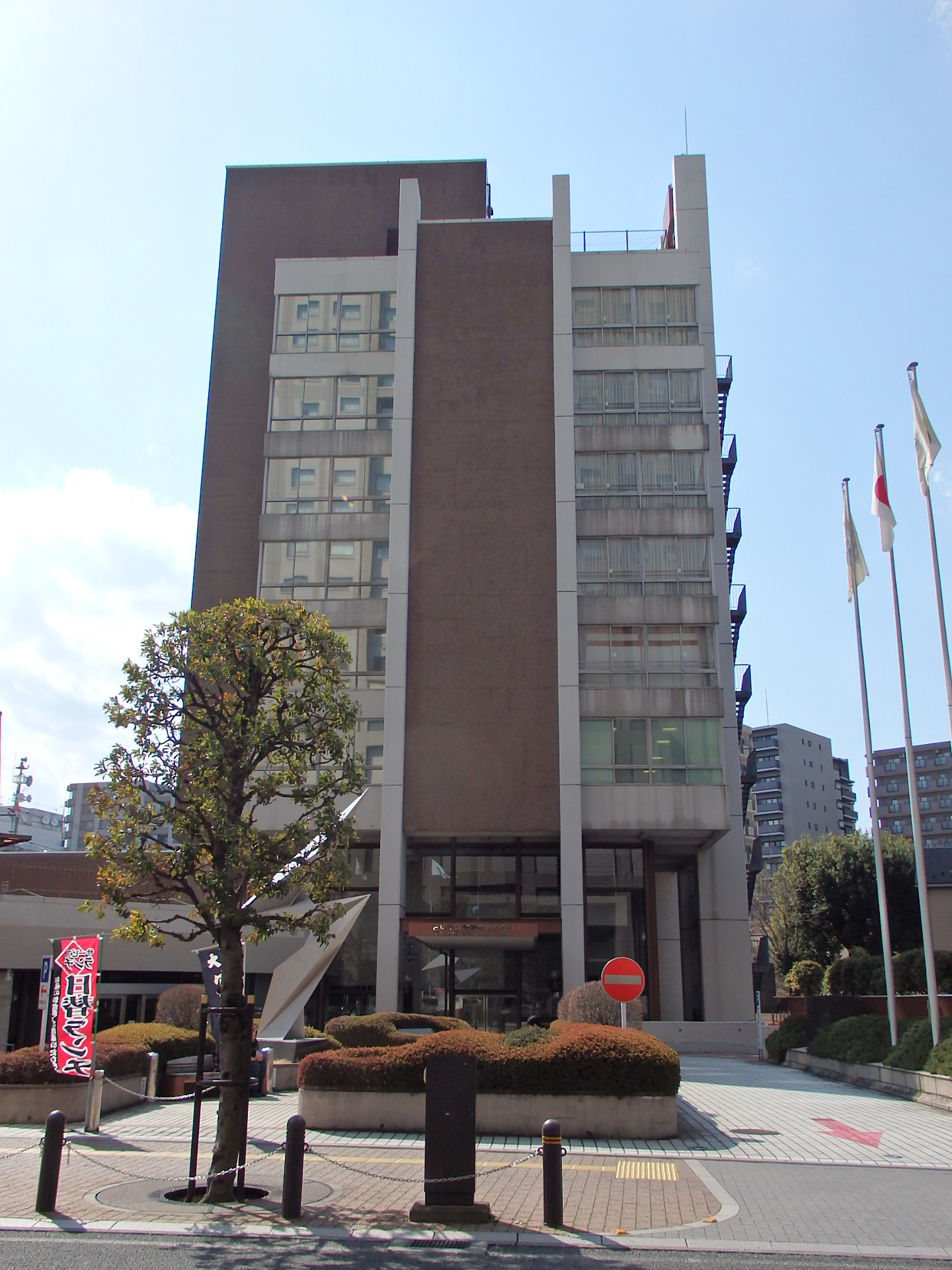
さいたま市民会館うらわ（旧会館）

さいたま市民会館うらわ（さいたましみんかいかんうらわ）は、埼玉県さいたま市浦和区にある施設。2021年4月現在は一時的に閉館されている。2027年4月に移転して再開館する予定である。

## 概要
1879年（明治12年）3月に、埼玉県が現在地に北足立郡の郡役所を設置した。1923年（大正12年）の郡制廃止後には、埼玉県北足立地方事務所などとして使われていたが、会館建設に伴い解体された。1971年（昭和46年）2月11日、当時の浦和市が浦和市民会館として開館した。2001年に現名称に改称。ホール（478席）やコンサート室、集会室、結婚式場などの施設を備えた。さいたま市文化振興事業団が管理する。『文化の殿堂』とも称されていた。
老朽化や耐震強度の不足、設備の不具合の多発を理由に、浦和駅西口の南側で進められている再開発計画「浦和駅西口南高砂地区第一種市街地再開発事業」の再開発ビルへ移転することが2017年10月に決定した。跡地にはNHKからさいたま放送局の移転を打診されているほか、さいたま市による「さいたま市立美術館」構想（うらわ美術館の発展形として将来的に浦和区内に開設する計画）を受けて、さいたま市美術家協会などからは「跡地に市立美術館の館舎の設置を」と言う要望が出されている。2019年11月7日にNHKとの協議の再開を申し出た。
2021年3月31日に一旦閉館された。だが、さいたま市の新型コロナワクチンの大規模接種会場として、同年8月下旬から2022年7月末まで暫定的に再使用された後完全に閉鎖され、2023年3月から解体工事に入った。移転先の新しい会館は、当初は「2024年度中に供用開始予定」としていたが、建設の遅れにより「2027年4月に供用開始予定」に変更した。 
移転後の会館には愛称が付けられる事になり、市民から愛称の公募を実施し、最終候補案として選ばれた「 Charmale URAWA （シャルモーレ ウラワ ）」、「Culcion HaLL （カルシオンホール ）」、「fascino URAWA（ファシノ ウラワ ）」、「Urawa U Hall （ウラワ ユーホール ）」、「かなとホール」 の5つから最終投票を実施した結果、「Urawa U Hall」に決定した。

## 所在地
- さいたま市浦和区仲町2-10-22（旧会館）

## フロア
| 階  | フロア概要(閉館時)       |
| --- | ------------------------ |
| 8階 | コンサート室 集会室(807) |
| 7階 | 集会室(703 705 706 707)  |
| 6階 | 集会室(603 605 606)      |
| 5階 | 集会室(503 505 507)      |
| 4階 | 集会室(402 403 405)      |
| 3階 | 事務室                   |
| 2階 | 展示室 結婚式場          |
| 1階 | ホール 集会室(101)       |

## 周辺
- ロイヤルパインズホテル浦和
- 浦和宿本陣跡
- 埼玉会館